# Pounamuella vulgaris
Pounamuella vulgaris là một loài nhện trong họ Orsolobidae.
Loài này thuộc chi Pounamuella. Pounamuella vulgaris được Raymond Robert Forster miêu tả năm 1956.